# إرنست مور
إرنست مور (بالألمانية: Ernst Mohr)‏ هو منافس ألعاب قوى ألماني، (و. 1877 – 1916 م).

## وصلات خارجية
- إرنست مور على موقع أوليمبيديا (الإنجليزية)